# Benito Gutmacher
Pour les articles homonymes, voir Gutmacher.
Benito Gutmacher, né le 13 février 1950 à Buenos Aires, Argentine, est un acteur, auteur et directeur de théâtre.

## Biographie
Fils d'immigrants juifs polonais, Gutmacher suit a Buenos Aires des études de théâtre, de l'expression corporelle, de chant. En 1970, il fait son début comme acteur dans La Danse du sergent Musgrave de John Arden. En 1971, il part pour l'Europe et présente à Paris en janvier 1972 sa première création solo Le Cri du Corps, dans une librairie café-théâtre Les Anamorphoses située rue de Vaugirard. Il est tout de suite remarqué par la presse parisienne, Colette Godard du journal Le Monde et Le Figaro le comparent avec un disciple des théories d'Antonin Artaud. Il est invité par Jean-Louis Barrault au théâtre des Nations et se présente en avril 1972 au théâtre Récamier. Son spectacle est basé sur le corps et le mouvement presque sans paroles, et Gutmacher jouera cette pièce pendant plus de 25 ans avec un succès international qui l'amènera dans plusieurs théâtres et festivals en Europe et Amérique, de Paris à New York en passant par Mexico, Sao Paulo, Zurich, Berlin, Vienne, Varsovie, Amsterdam, Turin etc. En 1975, après une production au "Teatro Regina" à Buenos Aires, il est mentionné dans le journal Clarín comme un des meilleurs acteurs de l'année. En 1978, il rencontre Alejandro Jodorowsky qui lui propose de présenter son spectacle Tarot à Paris. En 1990, il se produit au La MaMa Experimental Theatre Club à New York et est décrit dans The New York Times comme « virtuose du mouvement. »
Entre-temps d'autres créations solo se suivent : Hamlet' 74 (Paris, 1974), Le Tarot (Paris, 1980), Business-Business (Fribourg (Allemagne), 1983), Papier de Toilette et Art (Fribourg, 1997). Il participe comme acteur dans plusieurs productions, notamment avec les comédiens argentins Carlos Trafic et Héctor Malamud, avec lesquels il présente en Allemagne Initiation et La Provocation à Shakespeare et se produit dans des festivals de théâtre internationaux. 
En 1976, l'acteur Héctor Malamud lui propose la mise en scène de son one-man-show People love me, ce qui amorce le début d'une nouvelle vocation. Depuis, il a monté comme coauteur et metteur en scène plus de 25 pièces de théâtre, surtout en Allemagne, dont une adaptation de la Lettre au père de Franz Kafka. Il dirige aussi l'acteur américain Stephan Schulberg qui appartient au groupe "Living Theatre" dirigé par Julian Beck et Judith Malina. Il donne des dizaines de cours et de séminaires pour la formation des acteurs dans plusieurs pays d'Europe et d'Amérique latine.
Gutmacher est marié, il a quatre enfants et vit depuis 1981 dans la ville de Fribourg-en-Brisgau, en Allemagne.